# 斯拉夫卡河
斯拉夫卡河（烏克蘭語：Славка），是烏克蘭西部的河流，屬於奧皮爾河的支流。該河流經利維夫州的斯特雷區，河道全長15公里，流域面積79平方公里。